# Chrysotachina longipennis
Chrysotachina longipennis là một loài ruồi trong họ Tachinidae.